# Ernie Anderson
Ernie Anderson est un acteur et scénariste américain né le 12 novembre 1923 à Lynn, Massachusetts (États-Unis), mort le 6 février 1997 à Los Angeles (Californie).

## Biographie
Il est le père du cinéaste américain Paul Thomas Anderson.

## Filmographie

### comme acteur
- 1961 : Ernie's Place (série TV) : Host (1961-1962)
- 1963 : Shock Theater (en) (série TV) : Ghoulardi / Host (1963-1966)
- 1967 : Rango (en) (série TV)
- 1973 : Keep an Eye on Denise (TV)
- 1967 : The Carol Burnett Show (série TV) : Announcer (1974-1978)
- 1976 : Tunnel Vision (en) de Neal Israel et Bradley R. Swirnoff : Quant O'Neill
- 1986 : Les Bons tuyaux (en) (The Longshot) : Old Man
- 1986 : That's Life : TV Announcer
- 1986 : Dream Girl, U.S.A. (série TV) : Announcer (1987)
- 1988 : The Dirk Diggler Story : Narrator
- 1992 : Stay Tuned : Le présentateur de « thirtysomething-to-life »
- 1996 : Double mise (Sydney) : Pants on fire person

### comme scénariste
- 1998 : The Ghoul Show